# Stor-Stentjärnen (Norsjö socken, Västerbotten)
Stor-Stentjärnen är en sjö i Norsjö kommun i Västerbotten och ingår i Skellefteälvens huvudavrinningsområde. Sjön har en area på 0,0654 kvadratkilometer och ligger 258,1 meter över havet.

## Delavrinningsområde
Stor-Stentjärnen ingår i det delavrinningsområde (722388-168256) som SMHI kallar för Utloppet av Petikträsket. Medelhöjden är 260 meter över havet och ytan är 5,36 kvadratkilometer. Det finns inga avrinningsområden uppströms utan avrinningsområdet är högsta punkten. Svanforsbäcken som avvattnar avrinningsområdet har biflödesordning 2, vilket innebär att vattnet flödar genom totalt 2 vattendrag innan det når havet efter 93 kilometer. Avrinningsområdet består mestadels av skog (54 procent) och sankmarker (11 procent). Avrinningsområdet har 1,14 kvadratkilometer vattenytor vilket ger det en sjöprocent på 21,2 procent.